# Eccidio di Vallarega
L'eccidio di Vallarega fu una strage avvenuta a Luvigliano di Torreglia in provincia di Padova il 16 novembre 1944 da parte delle truppe tedesche di stanza nella cittadina euganea, dove perirono sette civili.

## Storia
Sede del Comando della X Armata della Wehrmacht, tra l'autunno del 1944 e la primavera del 1945, Luvigliano fu obiettivo di un violento attacco aereo da parte dei caccia-bombardieri inglesi. Furono colpite delle strutture, dove rimasero uccisi sei soldati tedeschi. Successive ondate della stessa azione di bombardamento si estesero a Montemerlo, dove era la centrale telefonica operativa per l'alta Italia, e a Villa di Teolo, dove aveva sede lo stato maggiore dell'Armata.
In Vallarega (Luvigliano di Torreglia) (o Vallerega, secondo la grafia invalsa all'epoca), il 16 novembre 1944, per rappresaglia contro l'uccisione di un soldato del Comando della X Armata dell'esercito tedesco, vennero fucilati sul posto sette ostaggi civili: cinque di questi, appartenenti alle formazioni partigiane, erano stati prelevati quindici giorni prima in una casa privata, in un'azione di rastrellamento, a Galzignano Terme. L'ordine fu dato dal comandante tedesco, capitano Willy Lembcke della Wehrmacht, che stava ad Este. I cadaveri vennero appesi per due giorni ai grandi platani del viale sotto il Palazzo dei Vescovi; fu intimato inoltre al podestà di Torreglia di prelevare 20 uomini da deportare in Germania. Ci volle tutto il prestigio del vescovo di Padova (Carlo Agostini) e l'intervento del comandante militare della piazza di Torreglia, maresciallo Kaiser, perché l'ordine fosse revocato.
Soltanto dopo qualche giorno fu possibile dare sepoltura agli sventurati; mentre non si poté ricostruire chi fossero i due partigiani aggiunti da Lembcke alla lista della rappresaglia, quasi subito furono identificati gli altri cinque: Ernesto Celadin, di anni 55, proprietario di una casa a Galzignano, dove erano stati scoperti dei partigiani alcuni giorni prima; Ernesto Giacomin, di anni 24, fidanzato di una delle figlie del Celadin; Danilo Agostini, di anni 19, da Pernumia; Andrea Sorgato, di anni 21, da Saonara; il russo (o jugoslavo) Alessandro Skirko. Due delle vittime furono uccise da un sergente delle Brigate nere, su ordine di Lembcke.
Della vicenda esistono due versioni, una riconducibile al sacerdote Pierantonio Gios, e una dell'allora podestà del Comune di Torreglia, Dino Bonato.

### Versione Gios
La sera del 15 novembre 1944, sei "ladri" e "assassini" attaccarono l'abitazione di tale Giuseppe Bottesella a Vallarega di Luvigliano, per compiere una rapina. Due di costoro, rimasti all'esterno per coprire le spalle ai complici, scorsero un militare tedesco, alloggiato come molti altri commilitoni nei dintorni, e lo freddarono senz'altro con una "sventagliata di mitra". Mentre i rapinatori facevano perdere le loro tracce disperdendosi nella campagna, altri soldati tedeschi prontamente sopraggiunti catturarono alcuni abitanti del luogo (successivamente, gli stessi tedeschi conclusero che la popolazione del luogo non aveva avuto alcuna parte nell'uccisione del soldato).

### Versione Bonato
Il soldato tedesco sarebbe morto per una "raffica di fucile mitragliatore". Non è menzionata la "banda di ladri e assassini", e questo potrebbe implicare che gli armati avessero qualcosa a che fare con la Resistenza (la questione di come partigiani, o sedicenti tali, provvedessero al reperimento delle risorse necessarie è comprensibilmente piuttosto controversa). Lo stesso Bottesella fu arrestato e lungamente interrogato, forse per favorire la ricerca degli aggressori.

## Vittime della strage
Di seguito riportato l'elenco delle vittime dell'eccidio.
- Danilo Agostini – 19 anni, originario di Pernumia.
- Ernesto Celadin – 55 anni, proprietario della casa a Galzignano.
- Ernesto Giacomin – 24 anni, fidanzato della figlia di Celadin. Originario di Galzignano.
- Alessandro Skirko – di origine slava (russo o jugoslavo).
- Andrea Sorgato – 21 anni, originario di Saonara.